# Jean Prouvé

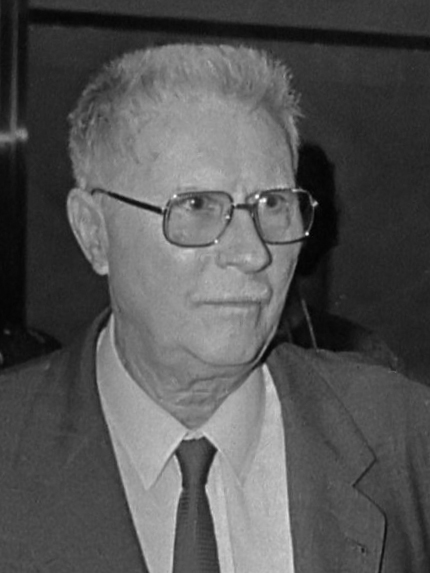
Jean Prouvé (1981)

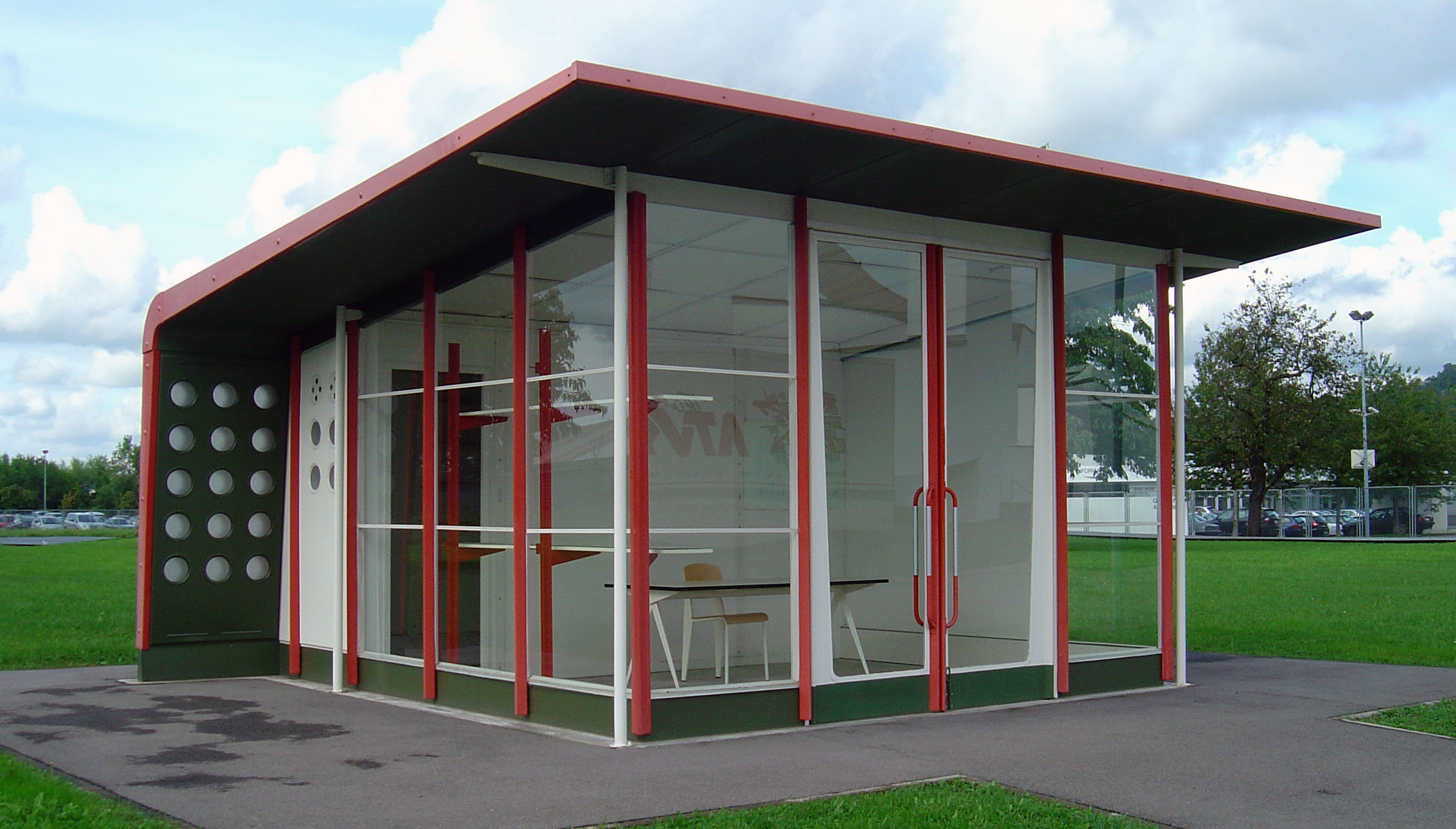
Stazione di rifornimento prefabbricata

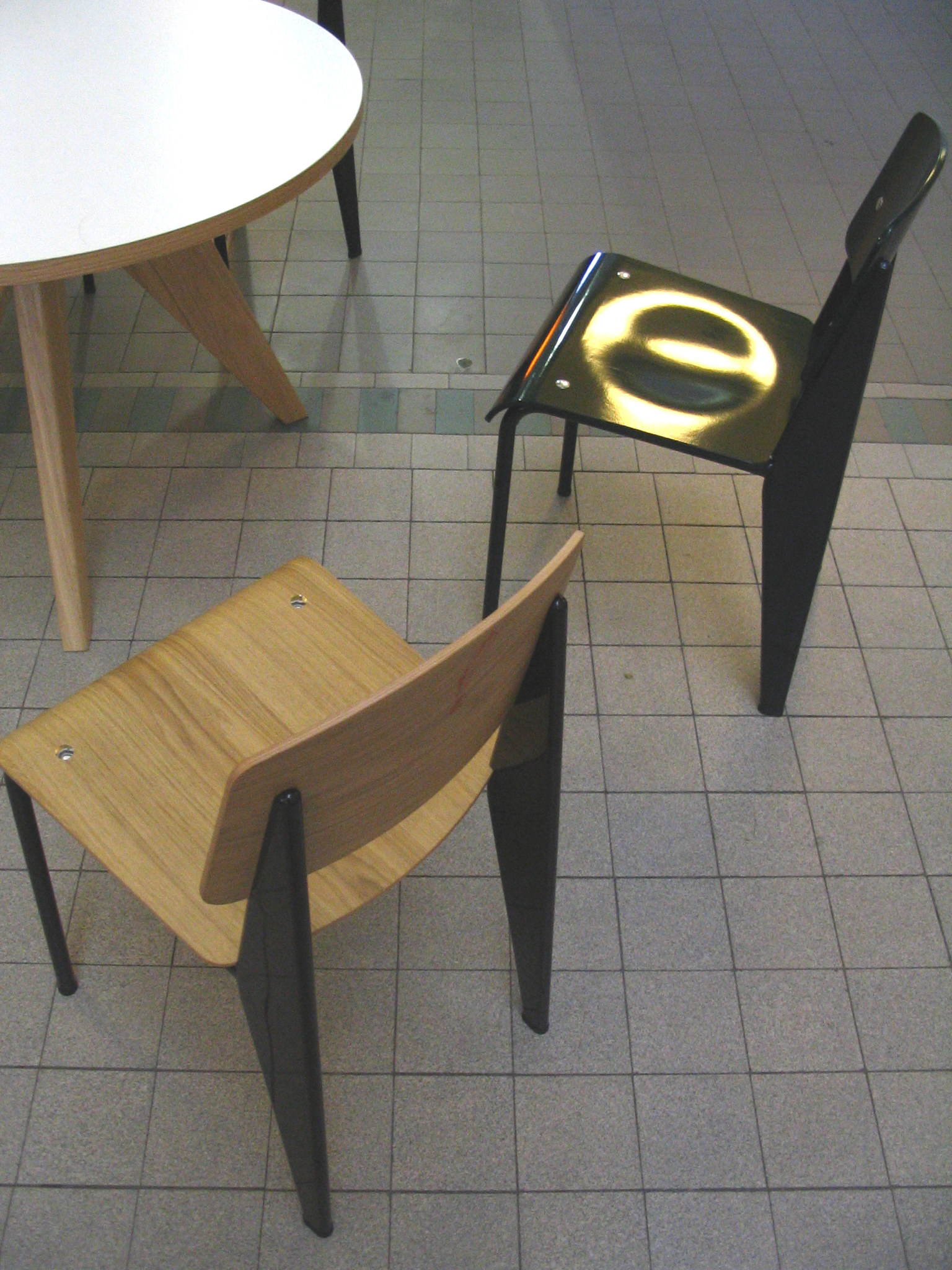
Sedie progettate da Prouvé

Jean Prouvé (Parigi, 8 aprile 1901 – Nancy, 23 marzo 1984) è stato un architetto e designer francese.

## Biografia
Jean Prouvé si è formato essenzialmente da autodidatta. Il suo principale risultato è stato il trasferimento della tecnica di produzione dall'industria all'architettura, senza perdere la qualità estetiche. Le sue capacità di progettazione non si sono limitate a una sola disciplina. Durante la sua carriera Jean Prouvé è stato protagonista in progettazione architettonica, design industriale, progettazione strutturale e progettazione di mobili.

### Primo periodo
Prouvé è nato a Nancy, in Francia, il secondo dei sette figli del pittore Victor Prouvé e la pianista Marie Duhamel. I Prouvés appartenuti a un vivace circolo artistico, che ha incluso l'artista del vetro Emile Gallé, e il disegnatore di mobili Louis Majorelle. Jean è cresciuto circondato dagli ideali e l'energia "des Beaux-Arts," l'arte collettiva a cui suo padre apparteneva. I suoi obiettivi erano di rendere l'arte facilmente accessibili, di creare legami tra arte e industria, così come tra arte e coscienza sociale.

### La maturità
Dopo aver lasciato la scuola, Prouvé è stato apprendista del mastro ferraio Émile Robert, e poi nel laboratorio di metallo di Adalbert Szabo. A Nancy nel 1923 aprì quello che sarebbe stato il primo di una serie di propri laboratori e studi. Ha prodotto le lampade in ferro battuto, lampadari, corrimano e inizia a creare mobili. Nel 1930 ha contribuito a creare l'Unione degli Artisti Moderni' il cui 'Manifesto' era "Ci piace la logica, l'equilibrio e la purezza."
Anche se Jean Prouvé ha plasmato la sua immagine pubblica intorno all'idea che lui non era sposato con una specificità estetica, i principi "des Beaux-Arts" hanno avuto certamente una forte influenza sulla sua opera. "Sono stato cresciuto", spiega Prouvé, "in un mondo di artisti e studiosi, un mondo che nutre la mia mente."
Aprì con successo "Ateliers Jean Prouvé" nel 1931 e inizia a collaborare con gli architetti francesi Eugène Beaudoin e Marcel Lods su progetti come la Maison du Peuple a Clichy, a un club di aviazione e di un campo militare. Ha inoltre collaborato con Charlotte Perriand e Pierre Jeanneret su molti progetti di mobili. La guerra continuava "Ateliers" produceva biciclette e una stufa a chiamata "Pyrobal" che funzionava bruciando qualsiasi combustibile. Durante la guerra Prouvé era anche politicamente attivo come membro della 'Resistenza' e fu riconosciuto per tale partecipazione, tanto da essere nominato dopo la guerra, sindaco di Nancy. È stato anche nominato membro dell'Assemblea consultiva, dopo la Liberazione e fece l'ispettore dipartimentale per l'istruzione tecnica. "Ateliers Jean Prouvé" è stato commissionato dal Ministero per la ricostruzione alla produzione a grande scala di case di legno per i profughi. In un momento in cui l'alloggio a buon mercato e rapidamente costruito era necessario in tutto il mondo, Prouvé è stato riconosciuto come leader in questo campo, a fianco del designer nord americano R. Buckminster Fuller.
Nel 1947 ha costruito la fabbrica Maxéville dove ha prodotto mobili e ha intrapreso un'ampia ricerca architettonica sull'uso dell'alluminio. Ha costruito edifici industriali in alluminio e inviato centinaia di capannoni in alluminio per l'Africa. Ha anche progettato una casa prefabbricata in alluminio, la Maison Tropicale, per l'uso in Africa, anche se ne sono state costruite solo tre. Dopo Maxéville ha iniziato "Constructions Jean Prouvé" le cui opere principali erano un caffè a Evian, un padiglione per il centenario dell'alluminio e la casa Abbé Pierre. Nel 1953, Prouvé progettò la facciata del ristorante dell 'Hotel de France' a Conakry, Guinea, costituito da persiane basculanti ed aperto sul mare. Quando l'ecclesiastico Abbé Pierre fece un appello per le donazioni finalizzate alla costruzione di alloggi di emergenza per le persone senza fissa dimora durante l'inverno del 1954, Prouvé progettò la 'Maison des Jours Meilleurs' (Casa per giorni migliori); misura 57 metri quadrati, con due camere da letto e un ampio soggiorno, un paio di uomini dotati di strumenti semplici potevano costruire la casa in sette ore.
Nel 1957 ha iniziato la 'Industrial Transport Equipment Company' e costruito la 'Medical School' di Rotterdam, il 'Centro Esposizioni' di Grenoble e la facciata dell'Orly Airways Terminal'. Nel 1958 ha collaborato alla progettazione di 'La Maison du Sahara', un moderno prototipo di una casa costruita per condizioni climatiche estreme. Tra il 1952 e il 1962 ha collaborato con Jean Dimitrijevic al 'Musée des Beaux Arts du Havre', una struttura in vetro, acciaio e alluminio, che ha ricevuto il 'Premio Reynolds' nel 1962.

### Ultimi anni
Nel 1971, Jean Prouvé è stato il presidente della giuria per la progettazione del 'Centre Pompidou' di Parigi. Ha giocato un ruolo molto importante per la scelta del progetto vincitore da Richard Rogers e Renzo Piano.
I mobili in metallo di Jean Prouvé sono stati prodotti copiosamente per ogni studio e laboratorio. Lo stile si distingue dai mobili in acciaio 'Bauhaus' del tempo, dal suo rifiuto della tecnica del tubo d'acciaio. Prouvé aveva più fede nella durabilità e l'uso di lamiere formate a freddo, "piegate, pressate e saldate a sezione scatolare". I suoi disegni parlano di una filosofia di lavoro che comprende la conoscenza dei materiali a portata di mano, un impegno di collaborazione tra artisti e artigiani, una attenzione alla evoluzione e lo sviluppo tecnico, secondo "il principio di non rimandare le decisioni in modo da non perdere la spinta né indulgere in previsioni non realistiche ". Prouvé era influente nello sviluppo del concetto di 'architettura nomade', paragonando una sedia a una casa, progettava avendo in mente la portabilità.
Morì a Nancy nel 1984.

## Opere principali
- 1935-1939 Casa del Popolo a Clichy, Parigi Foto e disegno
- 1935-1936 Club di Volo a Roland Garros, Parigi
- 1951 Palazzo delle Esposizioni a Lille
- 1952-1963 Scuola nel Parco Geisendorf a Genf (Svizzera)
- 1954 Edificio di abitazioni, square Mozart a Parigi, con elementi prefabbricati in acciaio
- 1954-1955 Maison Prouvé a Nancy Pianta, sezione e prospettiva Archiviato il 29 aprile 2005 in Internet Archive.
- 1956-1958 CNIT (Centre des nouvelles industries et technologies) nel quartiere la Défense, Parigi, in collaborazione con Robert Edouard Camelot e Bernard Louis Zehrfuss
- 1966 Torre Nobel nel quartiere La Défense, Parigi
- 1967 Edificio della Fiera a Grenoble
- 1979-1987 Palais Omnisport de Paris-Bercy, Parigi 12e